# Burg Falkenstein (Niederösterreich)

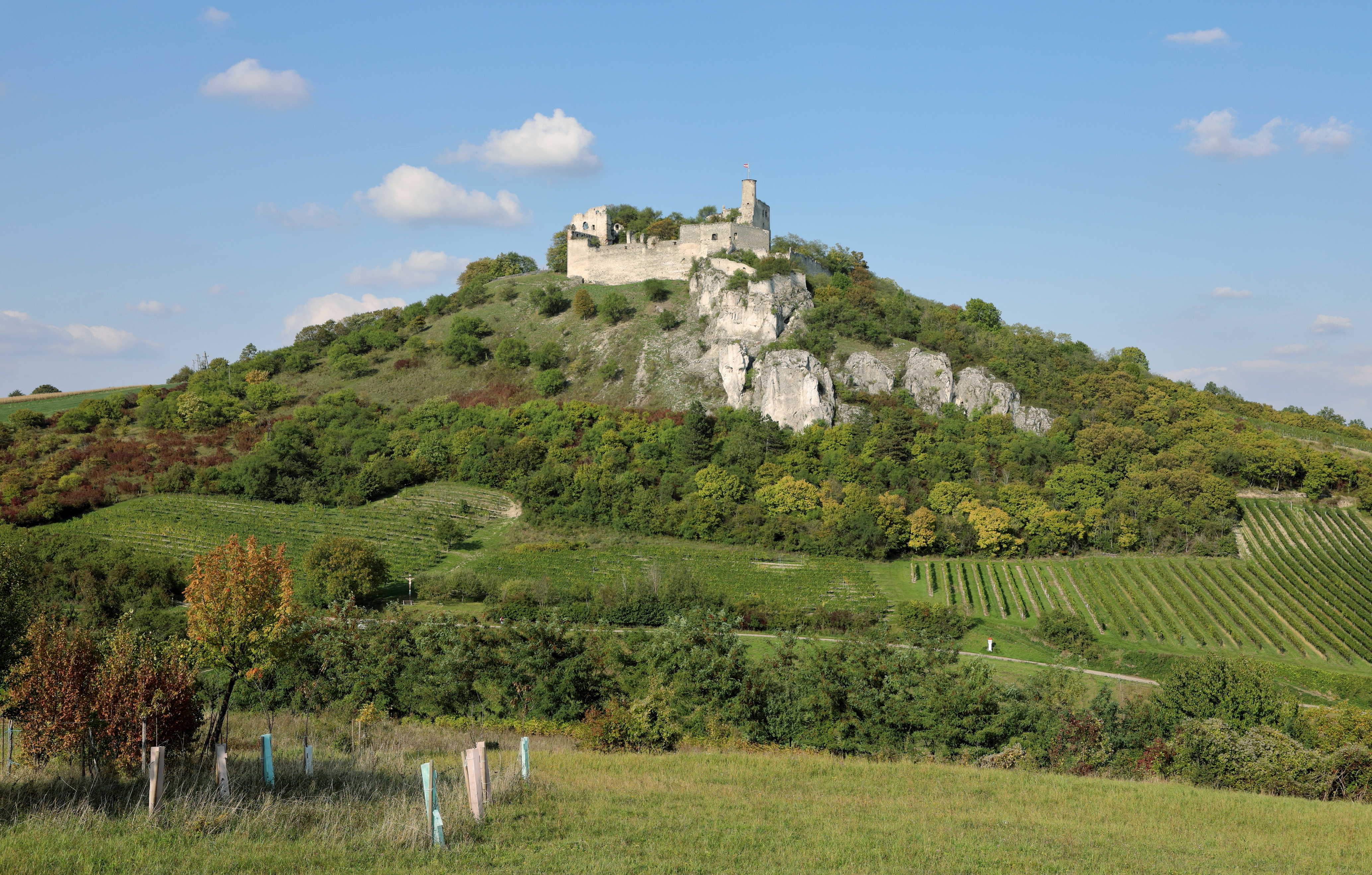
Fernansicht der Burg von Süden

Die Burg Falkenstein liegt im nördlichen Weinviertel in der Marktgemeinde Falkenstein. Sie steht unter Denkmalschutz (Listeneintrag).
Die Burg wurde auf einer Klippe der Waschbergzone nordwestlich des Ortes vermutlich um 1050 errichtet und in mehreren Bauphasen erweitert. Ab Ende des 16. Jahrhunderts wurde sie zu einem „Bergschloss“ umgebaut. 1645 erfolgte die Eroberung durch die Schweden im Zuge des Dreißigjährigen Krieges. Später wurde die Burg bis zur Abmauerung des Burgtores um 1820 als „Steinbruch“ für billiges Baumaterial genutzt.

## Lage
Die Ruine der Höhenburg liegt in 415 Meter Höhe auf einer Kalkklippe in strategisch hervorragender Lage. Es gibt fast keinen Punkt Südmährens, den man von der Burg aus nicht sehen kann.

## Geschichte

### Entstehung
Um das Jahr 1050 wurde die erste Burg als Reichsfeste errichtet und die Pfarre Falkenstein geschaffen. Es wird angenommen, dass die Gründung im Zuge der zweiten bairischen Kolonisation des Weinviertels unter Kaiser Heinrich III. durch die Grafen von Neuburg-Falkenstein entstand. 1106 dürfte die Burg anlässlich der Eheschließung Leopold III. mit der Kaisertochter Agnes von Waiblingen als Königsgut in den Besitz des Landesfürsten gekommen sein. Die Burg blieb bis 1571 landesfürstliches Lehen.
Falkenstein wurde aber immer wieder für längere Zeit als Pfandherrschaft an verschiedene Adelsgeschlechter übertragen, u. a. an die Liechtensteiner, von 1480 bis 1571 hatten es die Fünfkirchen inne. Nach dem Tod Hans III. Fünfkirchen wurde die Burg an die Trautson verkauft, Hans Fünfkirchens Sohn Johann Bernhard wurde übergangen.

### Die Täufer auf Falkenstein
1539 wurden 150 Anhänger der radikal-reformatorischen Täuferbewegung in der Burg gefangen gesetzt und anschließend nach Triest verbracht, um dort als Galeerensklaven verkauft zu werden. Unter ihnen war auch der hutterische Chronist Kaspar Braitmichel, dem jedoch die Flucht gelang. Vom Schicksal der inhaftierten Täufer berichtete auch der Märtyrerspiegel.
Zur Erinnerung an die in der Reformationszeit auf der Burg festgehaltenen Täufer wurde im Juni 2011 im historischen Gewölbe der Burgruine ein Museum unter dem Namen Täufergwölb eröffnet. Im Burghof wurde zudem ein maßstabsgetreu nachgebauter Rumpf einer historischen Galeere aufgestellt.

### Trautson

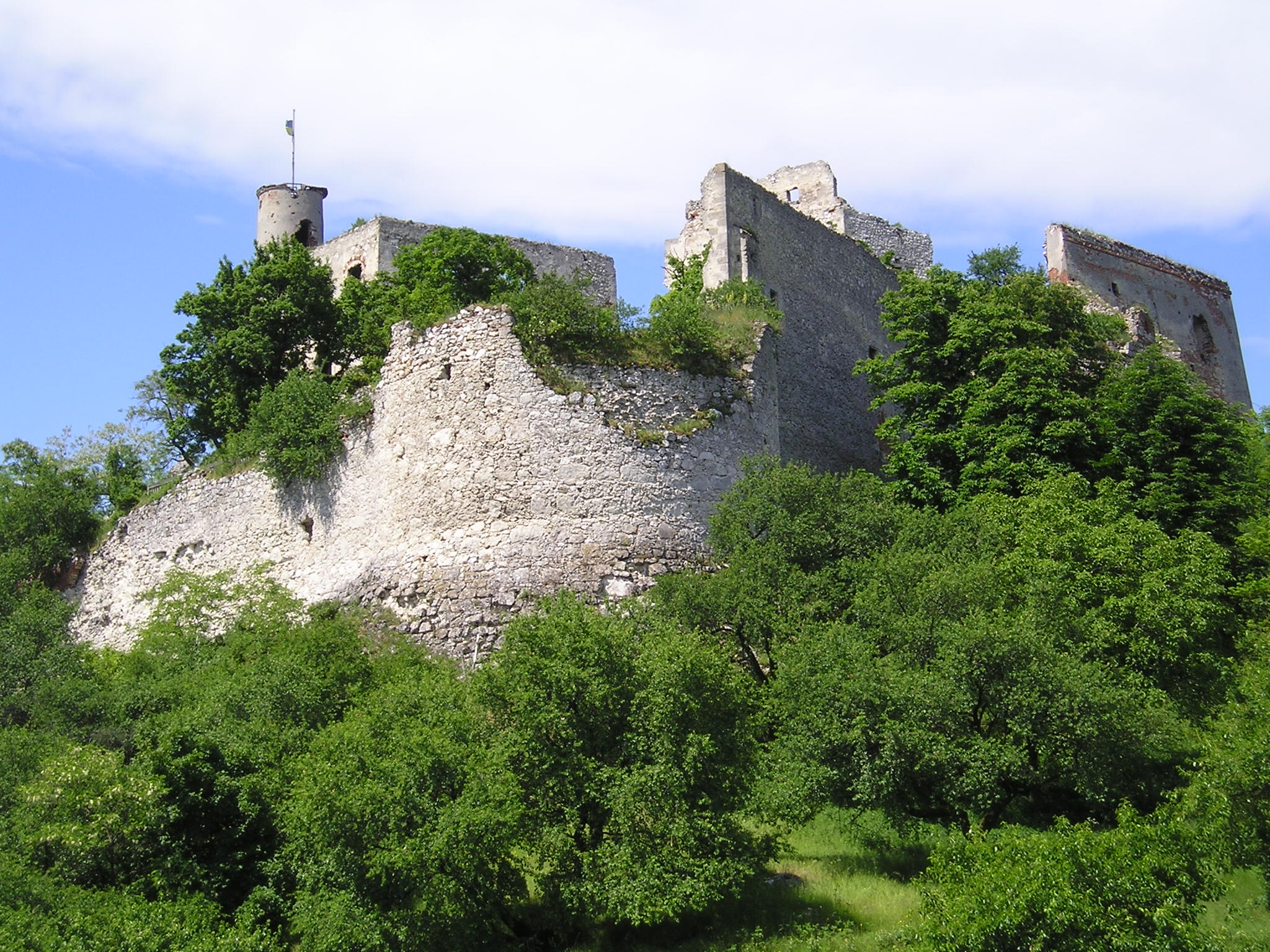
Südostansicht der Burg

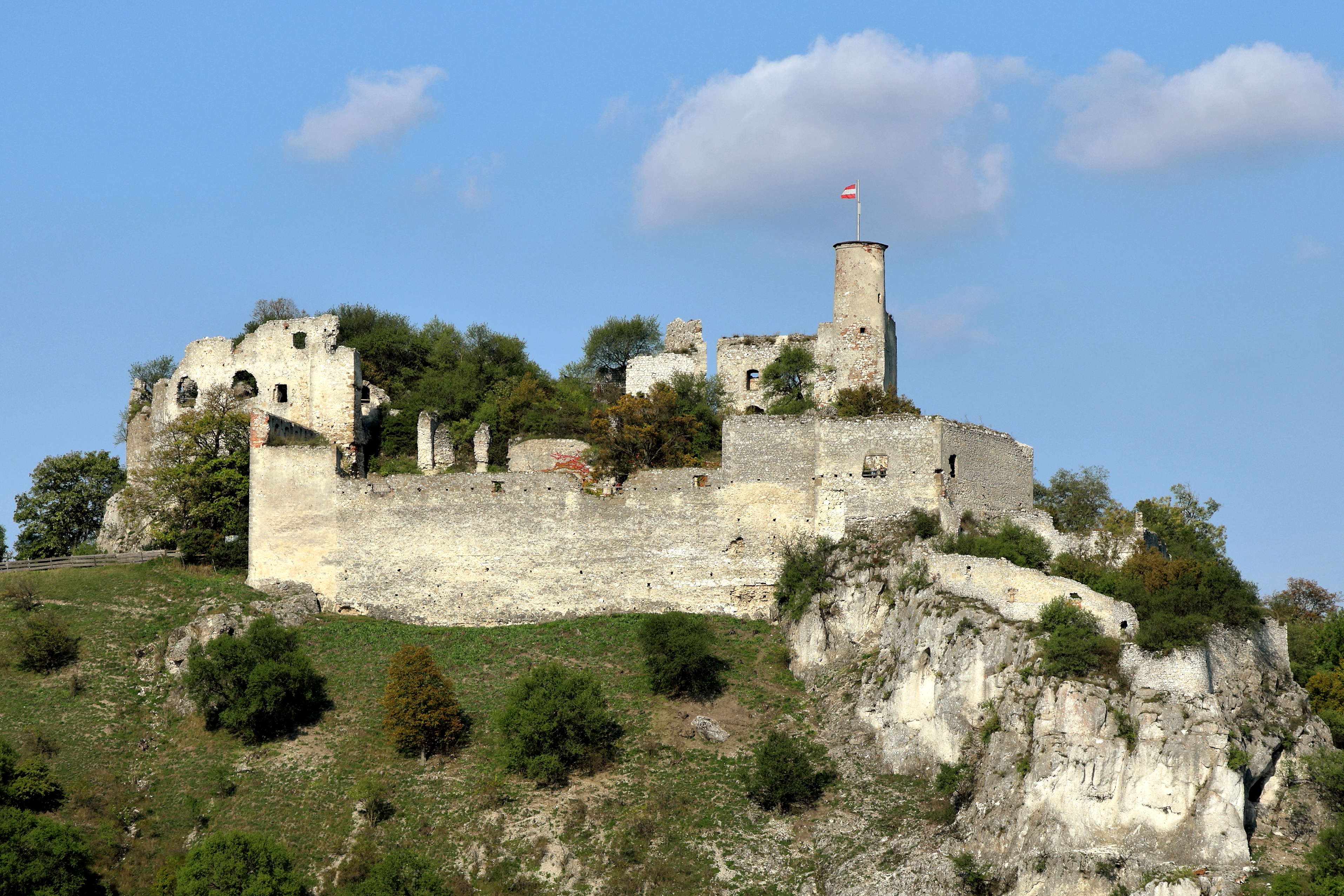
Die Südmauer von Burg Falkenstein prägt die Ansicht der Ruine bis heute. Der runde Kapellenturm entstand um 1620

1572 verkaufte Maximilian II. Burg und Herrschaft Falkenstein an seinen Obersthofmeister Hans Freiherr von Trautson.
Ab 1600 baut sein Sohn Paul Sixt III. Trautson Falkenstein zur Renaissancefestung aus. Die neue Südmauer samt Rondell umfasste einen neu angelegten Zwinger, den dritten Burghof und den sogenannten Rosengarten. Um 1620 wurde mit dem Bau des runden Kapellenturm die Bautätigkeit beschlossen.
Im Jahre 1645, in der Endphase des Dreißigjährigen Krieges, wurde die Burg von den Schweden unter General Lennart Torstensson erobert, jedoch nicht zerstört. Die Einnahme der Burg wurde den Schweden durch Verrat ermöglicht – es wurden ihnen die Torschlüssel zugespielt.

### Ruine Falkenstein
Der Verfall der Burg setzte erst Ende des 17. Jahrhunderts. ein, zusätzlich wurde die Burg von den eigenen Besitzern des Baumaterials wegen abgebrochen. Nach dem Tod von Fürst Johann Wilhelm Trautson, Graf zu Falkenstein (1700–1775), mit dem dieses Geschlecht erlosch, erbte sein Enkel Prinz Karl von Auersperg (1750–1822) den Besitz. Es kam zu einem Erbstreit mit dem Fürsten Johann Nepomuk Friedrich von Lamberg, der ebenfalls mit einer Tochter des Fürsten Trautson verheiratet war. In Folge des Streits wurde die Herrschaft Falkenstein 1799 verkauft. Neue Besitzer wurden die Bartenstein und 1850 die Freiherrn Vrints (ab 1860 Grafen von Falkenstein).
Unter dem derzeitigen Besitzer Georg Thurn-Vrints wurde die Burgruine wieder für Besucher geöffnet und ein Verein zur Erhaltung der Burgruine Falkenstein gegründet. Seit 1992 werden archäologische Grabungen unter der Leitung des Bundesdenkmalamtes durchgeführt. Im Sommer wird der Turnierhof zum stimmungsvollen Schauplatz für mittelalterliche Feste und Sommertheater.